# Poltory komnaty, ili Sentimental'noe putešestvie na rodinu
Poltory komnaty, ili Sentimental'noe putešestvie na rodinu (Полторы комнаты, или Сентиментальное путешествие на родину) è un film del 2009 diretto da Andrej Chržanovskij.

## Trama
Il film racconta il famoso scrittore russo Iosif Brodskij.